# 巴尔多希·拉斯洛

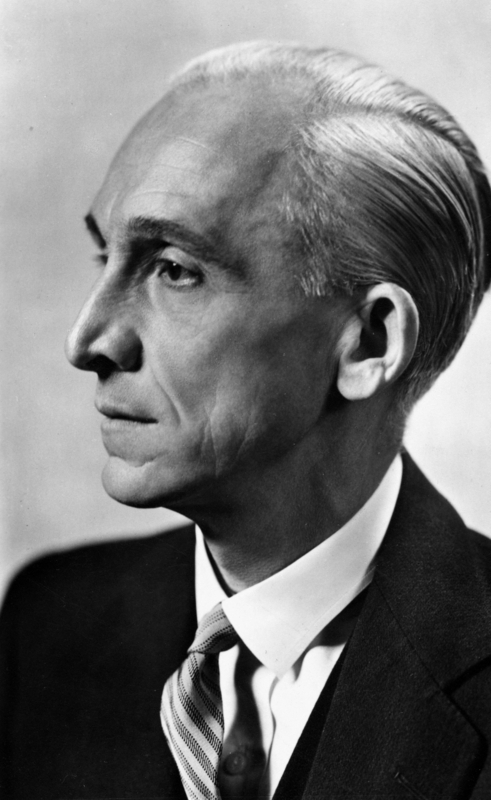
巴尔多希·拉斯洛

巴尔多希·拉斯洛（Bárdossy László，1890年12月10日—1946年1月10日）是一位匈牙利政客、外交官，在1941年4月至1942年3月间任匈牙利王国首相。他是匈牙利参与二战的主要策划者之一。
巴尔多希于1941年1月被任命为外交大臣，前任首相泰莱基·帕尔于4月自杀后，巴尔多希继任首相。为了收回匈牙利在签订《特里亞農條約》后失去的国土，巴尔多希推行了强烈的亲德外交政策，而且支持德国入侵南斯拉夫（匈牙利军队后来也参与了南斯拉夫戰役）。在他接下来的任期里，匈牙利先后与苏联、英国以及美国开战。
1942年3月，匈牙利王国摄政霍爾蒂·米克洛什将巴尔多希解职。匈牙利于1944年遭德国侵占后，巴尔多希曾和匈牙利亲德政权合作。战后，巴尔多希被人民法庭判处犯有战争罪以及通敌罪，被判处死刑。1946年1月，巴尔多希被行刑队枪决。

## 更多閱讀
- Frucht, Richard C. . Garland Publishing. 2000. ISBN 978-0-8153-0092-2.